# Burgsee (Schleswig)
Der Burgsee ist ein See, der zur Stadt Schleswig gehört. Er liegt im Westen des Stadtgebiets und nimmt eine Fläche von 31,83 ha ein. Dies schließt die künstlich vergrößerte Schloßinsel mit dem Schloss Gottorf ein, die 10,47 ha misst. Damit verbleiben 21,38 ha Wasserfläche. Im Norden und Osten ist die Insel nur durch den 20 Meter breiten Burggraben vom Festland (Stadtteil Lollfuß) getrennt.
Der See war bis 1582 der am meisten landeinwärts gelegene Teil der Schlei, wurde dann aber von Herzog Adolf durch einen knapp 100 Meter langen Damm von dieser getrennt. Dieser Gottorfer Damm ist heute 28 Meter breit. Über ihn führt eine vierspurige Straße.